# Liber Nauticus
Das Liber Nauticus ist ein Lehrbuch für die Marinemalerei, das im Jahr 1805 durch den britischen Maler John Thomas Serres in London veröffentlicht wurde. Der vollständige Titel des Buches lautet Liber Nauticus and instructor in the art of marine drawing.

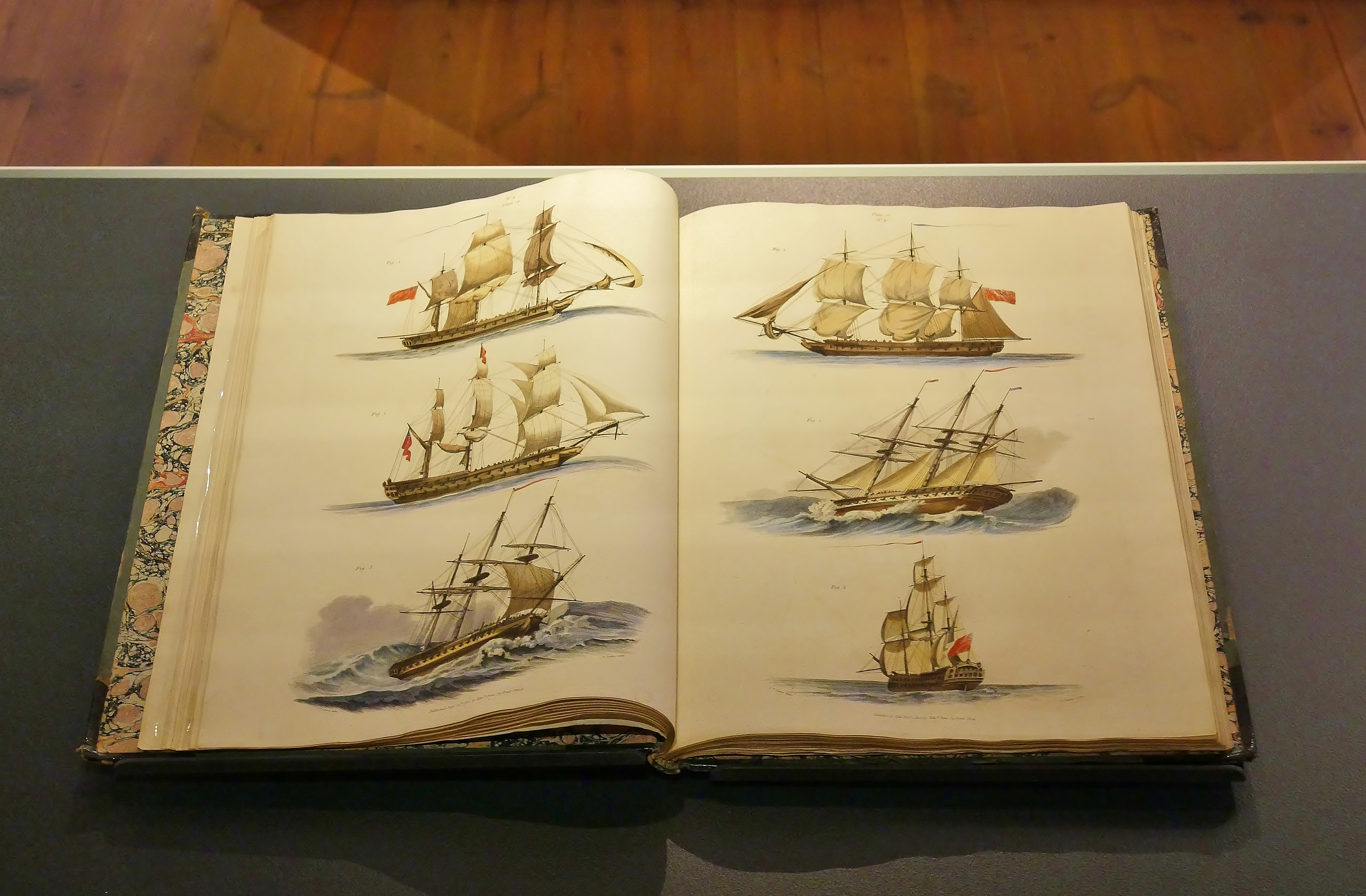
Ein gut erhaltenes Exemplar des Liber Nauticus im Internationalen Maritimen Museum in Hamburg

## Das Buch
Das Liber Nauticus umfasst eine Sammlung von Grafiken des französischstämmigen Marinemalers Dominic Serres sowie Arbeiten seines Sohnes John Thomas Serres. John Thomas Serres war „Master of drawing“ in der Chelsea Naval School in London. Im Rahmen seiner Arbeit als Zeichenlehrer stellte er zu Anschauungszwecken Grafiken von Schiffsteilen zusammen, die ab dem Jahr 1805 unter dem Titel Liber Nauticus and Instructor in the Art of Marine Drawing veröffentlichte. Der Titel des Werks ist inspiriert von einer als Anschauungsmaterial zusammengestellten Sammlung von Bildern des Landschaftsmalers Claude Lorrain, die Mitte des 17. Jahrhunderts als Liber Veritatis erschienen war. Im Gegensatz zum Liber Nauticus war die kommerziell sehr erfolgreiche Zusammenstellung von Lorrains kommentierten Skizzen allerdings ursprünglich nicht zur Veröffentlichung gedacht und wurde erst nach dem Tod des Künstlers durch dessen Erben herausgegeben.

### Druck und Herausgabe
Ursprünglich erschien das Liber nauticus in zehn Heften zu je einer halben Guinee unter dem Titel Liber nauticum. Die Veröffentlichung erfolgte im Verlag des Druckers und Graveurs Edward Orme, der in der Londoner Bond Street ansässig war. Der Rechtschreibfehler des Titels setzte sich im Werk fort und wurde in weiteren Auflagen korrigiert, bei denen das korrekte s über das endende m gedruckt wurde. Die Folio-Ausgabe bestand aus zwei Teilen. Der erste Teil enthielt siebzehn Grafiken, davon wurden fünf in Aquatinta ausgeführt. Der zweite Teil umfasste 24 Grafiken, einige davon koloriert. Diese Grafiken des Liber Nauticus wurden von Graveuren nach Vorlagen der Bilder Dominic Serres’ gefertigt. Einige Abbildungen wurden in Aquatinta ausgeführt, wodurch der Seegang aber auch Küstenverläufe im Hintergrund besonders gut zur Geltung kommen. Eine weitere Besonderheit der Motive im Liber Nauticus liegt darin, dass Dominic Serres nicht nur jeweils ein Schiff abbildete, sondern zusätzlich immer mehrere andere im ausgearbeiteten Hintergrund darstellte. Entsprechend annoncierte der Verleger Edward Orme bei Veröffentlichung, dass „jeder Schiffstyp, der derzeit die Meere befährt“ zu sehen sei.

### Aufbau und Inhalt

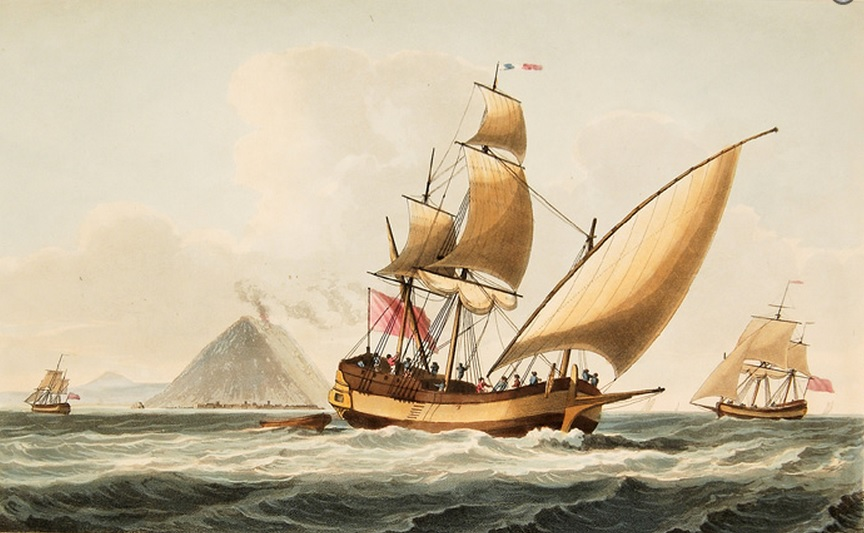
„Polacca with a view of Stromboli“

Das Liber Nauticus besteht aus zwei Teilen. Die Grafiken des ersten Teils zeigen Schiffsteile, wie Teile der Takelage oder Abschnitte des Decks sowie der Masten und Segel. Zudem wurden typische Maßnahmen dargestellt, die an Bord eines Schiffes erfolgen können, wie das Stapeln von Ladung oder das Einsetzen eines Mastes. Die eher technischen Darstellungen wurden ergänzt durch erläuternde Bilder, die verschiedene Stadien von Seegang zeigen und in Aquatinta gedruckt wurden. Die durch die Graveure John Clark, Richard Harradan und Joseph Constantine Stadler angefertigten Druckplatten tragen, wie das Titelblatt, die Jahreszahl 1805, so dass davon ausgegangen wird, dass die Herausgabe des ersten Teils des Liber Nauticus vor Jahresende erfolgte. Alle Bilder des ersten Teils des Liber Nauticus wurden von John Thomas Serres angefertigt, der auch den beschreibenden Text dazu beisteuerte. Anhand der Abbildungen, die auf den Werken seines Vaters beruhen, verdeutlicht der Autor im zweiten Teil des Buches, wie verschiedene Details von Takelage und Schiffsrumpf, die im ersten Teil erläutert werden, zur Darstellung eines Schiffes kombiniert werden können. Die Druckplatten wurden nach Dominic Serres’ Vorlagen in den Jahren 1806 und 1807 von den Graveuren John Clark und Joseph R. Hamble angefertigt. Die in Aquatinta ausgeführten Drucke sind mit kurzen erklärenden Texten versehen. Neben zusätzlichen Schiffen enthält der jeweilige Hintergrund der Bilder wiedererkennbare Landschaften und Häfen, worauf Titel wie "A Scooner with a view of New York„oder“Dutch galliot with a view of Amsterdam" hinweisen.

## Nachwirkung
William Turner, Zeitgenosse Serres’ und bedeutendster britischer Künstler seiner Epoche, knüpfte mit einem eigenen Lehrbuch zur Malerei an die Namensgebung an. Zwischen 1806 und 1819 veröffentlichte Turner sein Liber Studiorum in dem er Grundlagen der Landschaftsmalerei vermittelte. Turners Projekt war allerdings kein finanzieller Erfolg beschieden.
Der Begriff Liber Nauticus wurde einer breiteren Öffentlichkeit durch die Taschenbuchausgaben der Abenteuer von Jack Aubrey und Stephen Maturin bekannt. In den Büchern des Autors Patrick O’Brian wird anhand Serres’ „Ship of the line“ jeweils auf der ersten Seite die Takelung eines Vollschiffes zur Zeit der napoleonischen Kriege erläutert.